# Kathleen Vriesacker
Kathleen Vriesacker (23 november 1970) is een voormalige Belgische atlete, die was gespecialiseerd in het hink-stap-springen en het verspringen. Zij veroverde vier Belgische titels.

## Biografie
Vriesacker werd in 1993 voor het eerst Belgisch kampioene in het hink-stap-springen. Het jaar nadien werd ze ook Belgisch indoorkampioene. Ze verbeterde dat jaar met 12,64 m het Belgische record van Heidi Vancollie.  In 1995 evenaarde ze tijdens de Belgische kampioenschappen ook het indoorrecord van Sandra Swennen. Ze behaalde in 1997 nog een derde indoortitel.
. Clubs 
Vriesacker was aangesloten bij Volharding, Star en ’t Swin AV.

## Belgische kampioenschappen
Outdoor
| Onderdeel          | Jaar |
| ------------------ | ---- |
| hink-stap-springen | 1993 |

Indoor
| Onderdeel          | Jaar             |
| ------------------ | ---------------- |
| hink-stap-springen | 1994, 1995, 1997 |

## Persoonlijke records
| Onderdeel                   | Prestatie | Datum            | Plaats    |
| --------------------------- | --------- | ---------------- | --------- |
| hink-stap-springen          | 12,64 m   | 21 augustus 1994 | Eindhoven |
| hink-stap-springen (indoor) | 12,56 m   | 5 februari 1995  | Gent      |

## Palmares
hink-stap-springen
- 1991:  BK indoor AC – 11,71 m
- 1992:  BK indoor AC – 11,88 m
- 1992:  BK AC – 11,71 m
- 1993:  BK indoor AC – 11,86 m
- 1993:  BK AC – 12,11 m
- 1994:  BK indoor AC – 12,20 m
- 1994:  BK AC – 12,37 m
- 1995:  BK indoor AC – 12,56 m (NR)
- 1996:  BK indoor AC – 12,43 m
- 1997:  BK indoor AC – 12,45 m
- 1997:  BK AC – 12,11 m